# 黃佳莉
黃佳莉（10月7日—），臺灣漫畫家。

## 經歷
臺北市出身，學生時代參加地平線漫畫會時，因請東立出版社社長范萬楠印製會刊，順便自薦從而出道。2005年以《新潮救世主》榮獲行政院新聞局劇情漫畫獎。2013年以《迷樣少年》榮獲第4屆金漫獎之少女漫畫獎佳作。